# 布林宾萨里机场
布林宾萨里机场是印度尼西亚东爪哇省外南梦县的一座机场，主要服务该县的县治外南梦。机场于2010年12月建成开放，最初的跑道长1,400（4,600英尺），仅能供小型螺旋桨飞机起降，例如塞斯纳208等机型。2012年跑道被延长到1,800（5,900英尺），可以为更大型的涡轮螺旋桨发动机飞机提供服务，例如福克50和ATR 72。2011年机场仅运送旅客7,826人次，2015年增长到110,000人次。由于民众较为熟悉“外南梦”这个名称，印尼交通部通过2017年第830号决定，机场将被更名为外南梦机场。机场附近有几座火山，火山活动会对机场运作造成影响，例如2015年拉翁火山喷发导致外南梦机场一度被关闭。
2015年开始第二次改扩建工程，跑道将被延长到2,500（8,200英尺），跑道PCN值将从PCN16变为PCN21，使得机场能为喷气客机提供服务，例如空客A320、波音737和庞巴迪CRJ等机型。扩建计划还包括新建一座5,000平方（54,000平方英尺）的航站楼以及修建更大的停机坪。2017年8月21日，机场航站楼落成，共有两层，设施齐全，包括候机室、小清真寺和咖啡厅，每年能处理25万人次的客流，外南梦机场成为印尼首座绿化设计的机场，总占地面积达到7.6公顷。
2017年9月8日，加鲁达印尼航空开通了外南梦直飞雅加达的航线，每天有6个班次。此外，楠航空运营的外南梦至雅加达航线每天也有3个班次。

## 航空公司和目的地

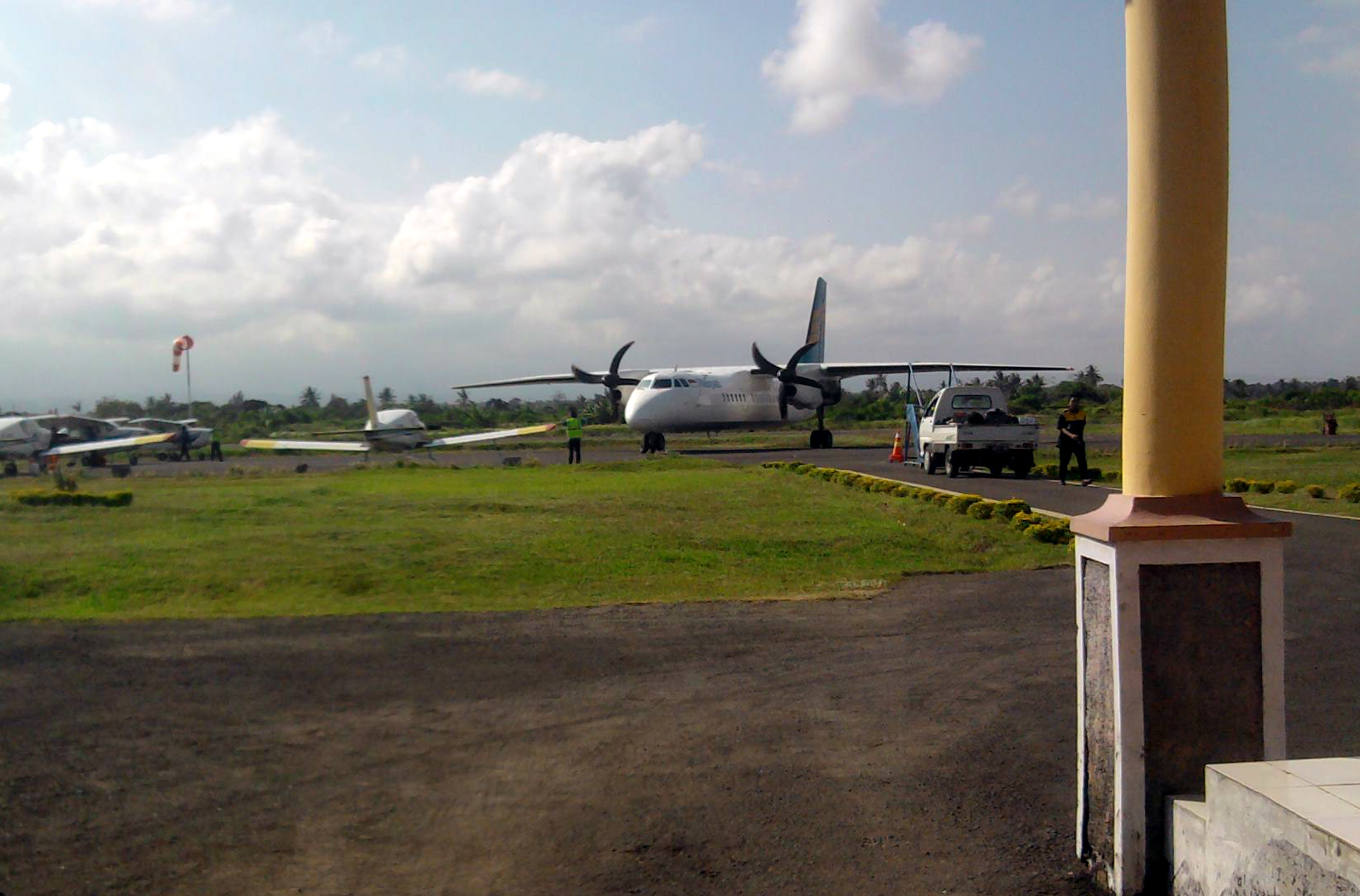
在布林宾萨里机场的飞机

| 航空公司       | 目的地            |
| -------------- | ----------------- |
| 加鲁达印尼航空 | 雅加达-苏哈、泗水 |
| 楠航空         | 雅加达-苏哈       |
| 飞翼航空       | 泗水              |

## 资料来源
1. ↑  . Direktorat Jenderal Perhubungan Udara.   [2017-11-11]. （原始内容存档于2017-10-25）.
2. ↑  Kartika S Tarigan. . October 9, 2016  [2017-11-11]. （原始内容存档于2019-08-11）.
3. ↑  . www.qiandaoribao.co.id. 点滴新闻网外南梦讯. 2017-10-16  [2017-11-11]. （原始内容存档于2017-11-12）.
4. ↑  . www.bbc.com. BBC中文网. 2015-07-17  [2017-11-11]. （原始内容存档于2017-11-12）.
5. ↑  . news.seehua.com. 诗华日报. 2015-07-11  [2017-11-11]. （原始内容存档于2017-11-12）.
6. ↑  Feriawan Hidayat. . March 27, 2015  [2017-11-11]. （原始内容存档于2017-11-12）.
7. ↑  .   [2013-01-07]. （原始内容存档于2013-01-07）.
8. ↑  . guojiribao.com. 国际日报. 2017-08-22  [2017-11-11]. （原始内容存档于2017-11-12）.
9. ↑  . www.shangbaoindonesia.com. 印度尼西亚商报外南梦讯. 2016-12-15  [2017-11-11]. （原始内容存档于2017-11-12）.
10. ↑  . www.qiandaoribao.co.id. 安打拉通讯社外南梦讯. 2017-09-05  [2017-11-11].[永久]
11. ↑  . www.guojiribao.com. 东爪哇新闻网外南梦讯. 2017-09-06  [2017-11-11]. （原始内容存档于2017-09-11）.
12. ↑  . nasional.indopos.co.id. INDOPOS.CO.ID. 2017-03-23  [2017-11-11]. （原始内容存档于2017-07-03）.